# Аббатство Тьюксбери
Аббатство Святой Девы Марии в Тьюксбери, известное как просто Аббатство Тьюксбери (англ. Tewkesbury Abbey) — бенедиктинское аббатство в Глостершире (Англия), ставшее простой приходской церковью. Считается одним из лучших образцов нормандской архитектуры в Великобритании. Аббатство было основано в X веке, нынешнее здание построено в начале XII века. Аббатство безуспешно использовалось в качестве убежища во время Войн Алой и Белой розы, после роспуска монастырей в XVI веке оно стало приходской церковью города. В конце XIX века здание было отреставрировано. В церкви и на кладбище при ней погребены тела многих английских аристократов.

## История
Согласно «Хроникам Тьюксбери», первое христианское богослужение на месте аббатства проводилось в середине VII века Теоком, проповедником из Нортумбрии, поселившимся у слияния рек Северн и Эйвон. В 715 году саксонский лорд Додо построил на месте жилища Теока монастырь, который в течение следующих двухсот лет много раз страдал от грабежей и пожаров.
Приблизительно в 980 году монастырь оказался в подчинении бенедиктинскому аббатству Крэнборн в Дорсете. В 1087 году Вильгельм I Завоеватель передал его рыцарю Роберту Фиц-Хэмону, и тот совместно с Гиральдом, аббатом Крэнборна, начал строительство новой церкви (1102). Стены возводили из канского камня, доставленного из Нормандии. После ранения Фиц-Хэмона в 1105 году и его смерти в 1107 строительство финансировал его зять Роберт Фиц-Рой. В последующие века аббатство Тьюксбери стало одним из богатейших в Англии; величайшим его покровителем считается леди Элинор де Клер (1292—1337).
В 1471 году рядом с аббатством произошла кровопролитная битва, одно из решающих сражений войны Алой и Белой розы. Многие знатные воины из потерпевшей поражение ланкастерской армии укрылись в аббатстве, рассчитывая использовать его как убежище, но йоркисты вывели их наружу и многих казнили. Из-за этого аббатство пришлось на время закрыть и освятить заново.
В ходе тюдоровской секуляризации аббатство было выкуплено городом Тьюксбери и стало приходской церковью. К зданию пристроили колокольню, которая использовалась как тюрьма, пока не была снесена в конце XVIII века.
Изначально центральная башня была увенчана деревянным шпилем, но он рухнул в 1559 году. После этого церковь не ремонтировалась вплоть до викторианской реставрации под руководством сэра Джорджа Гилберта Скотта. Аббатство было снова открыто 23 сентября 1879 года, но реставрация продолжалась до 1910 года под руководством Джона Олдрида Скотта.
23 июля 2007 года аббатство пострадало от наводнения.